# Studnice (okres Vyškov)
Studnice jsou obec v okrese Vyškov v Jihomoravském kraji, na hranici s Olomouckým krajem. Žije zde 510 obyvatel. Katastr obce je ze tří stran obklopen územím Vojenského újezdu Březina, nejbližší sousední obec je Kulířov v okrese Blansko.

## Historie
První písemná zmínka o obci pochází z roku 1342, kdy obec vlastnila Kateřina, vdova po Artlebovi z Boskovic. V nadcházejícím období, více než tři století (1342–1660), prameny o Studnicích mlčí. V průběhu 17. století náležely Studnice k panství vyškovskému.

## Obyvatelstvo

### Struktura
V obci k počátku roku 2016 žilo celkem 481 obyvatel. Z nich bylo 236 mužů a 245 žen. Průměrný věk obyvatel obce dosahoval 44,6 let. Dle Sčítání lidu, domů a bytů provedeném v roce 2011, kdy v obci žilo 466 lidí. Nejvíce z nich bylo (16,5 %) obyvatel ve věku od 50 do 59  let. Děti do 14 let věku tvořily 11,6 % obyvatel a senioři nad 70 let úhrnem 9,7 %. Z celkem 412 občanů obce starších 15 let mělo vzdělání 44,4 % střední včetně vyučení (bez maturity). Počet vysokoškoláků dosahoval 3,9 % a bez vzdělání bylo naopak 0,5 % obyvatel. Z cenzu dále vyplývá, že ve městě žilo 215 ekonomicky aktivních občanů. Celkem 88,4 % z nich se řadilo mezi zaměstnané, z nichž 76,3 % patřilo mezi zaměstnance, 0,5 % k zaměstnavatelům a zbytek pracoval na vlastní účet. Oproti tomu celých 49,1 % občanů nebylo ekonomicky aktivní (to jsou například nepracující důchodci či žáci, studenti nebo učni) a zbytek svou ekonomickou aktivitu uvést nechtěl. Úhrnem 179 obyvatel obce (což je 38,4 %), se hlásilo k české národnosti. Dále 127 obyvatel bylo Moravanů a 7 Slováků. Celých 228 obyvatel obce však svou národnost neuvedlo. Z celkového počtu obyvatel se jich k víře hlásí 289 – k římskokatolické církvi 278 věřících.
Vývoj počtu obyvatel za celou obec i za jeho jednotlivé části uvádí tabulka níže, ve které se zobrazuje i příslušnost jednotlivých částí k obci či následné odtržení.
| Místní části (rok přičlenění k obci) | Místní části (rok přičlenění k obci) | 1791 | 1834 | 1869 | 1880 | 1890 | 1900 | 1910 | 1921 | 1930 | 1950 | 1961 | 1970 | 1980 | 1991 | 2001 | 2011 |     |
| ------------------------------------ | ------------------------------------ | ---- | ---- | ---- | ---- | ---- | ---- | ---- | ---- | ---- | ---- | ---- | ---- | ---- | ---- | ---- | ---- | --- |
| Počet obyvatel                       | část Studnice                        | 457  | 492  | 811  | 842  | 886  | 888  | 937  | 966  | 811  | 590  | 720  | 702  | 583  | 501  | 450  | 417  | 400 |
| Počet obyvatel                       | část Odrůvky (1869)                  | 133  | 141  | 180  | 208  | 211  | 214  | 238  | 229  | 198  | 126  | 117  | 103  | 85   | 71   | 58   | 49   | 61  |
| Počet obyvatel                       | celá obec                            | 590  | 633  | 991  | 1050 | 1097 | 1102 | 1175 | 1195 | 1009 | 716  | 837  | 805  | 668  | 572  | 508  | 466  | 461 |
| Počet domů                           | část Studnice                        | 82   | 68   | 103  | 128  | 144  | 139  | 153  | 158  | 175  | 187  | 222  | 177  | 160  | 191  | 188  | 194  | 207 |
| Počet domů                           | část Odrůvky                         | 20   | 24   | 26   | 28   | 31   | 37   | 40   | 40   | 45   | 47   | -    | 34   | 30   | 43   | 44   | 45   | 46  |
| Počet domů                           | celá obec                            | 102  | 92   | 129  | 156  | 175  | 176  | 193  | 198  | 220  | 234  | 222  | 211  | 190  | 234  | 232  | 239  | 253 |

## Obecní správa

### Části obce
- Odrůvky
- Studnice

### Obecní symboly
Znak a vlajka byly obci uděleny rozhodnutím předsedy Poslanecké sněmovny Parlamentu České republiky dne 27. března 2000.

## Pamětihodnosti
- Kostel svatého Jiljí z roku 1731
- Socha svatého Jana Nepomuckého z roku 1831
- Zaniklá obec Měchnov (Mechlov) lokalizovaná jižně od Studnic
- Stezka Za pověstmi Drahanské vrchoviny.